# Olga Janowska
Olga Janowska, właśc. Aleksandra Gniewosz herbu Rawicz, primo voto Rozwadowska (ur. 12 listopada 1880 w Nowosielcach-Gniewosz) – polska właścicielka dóbr ziemskich.

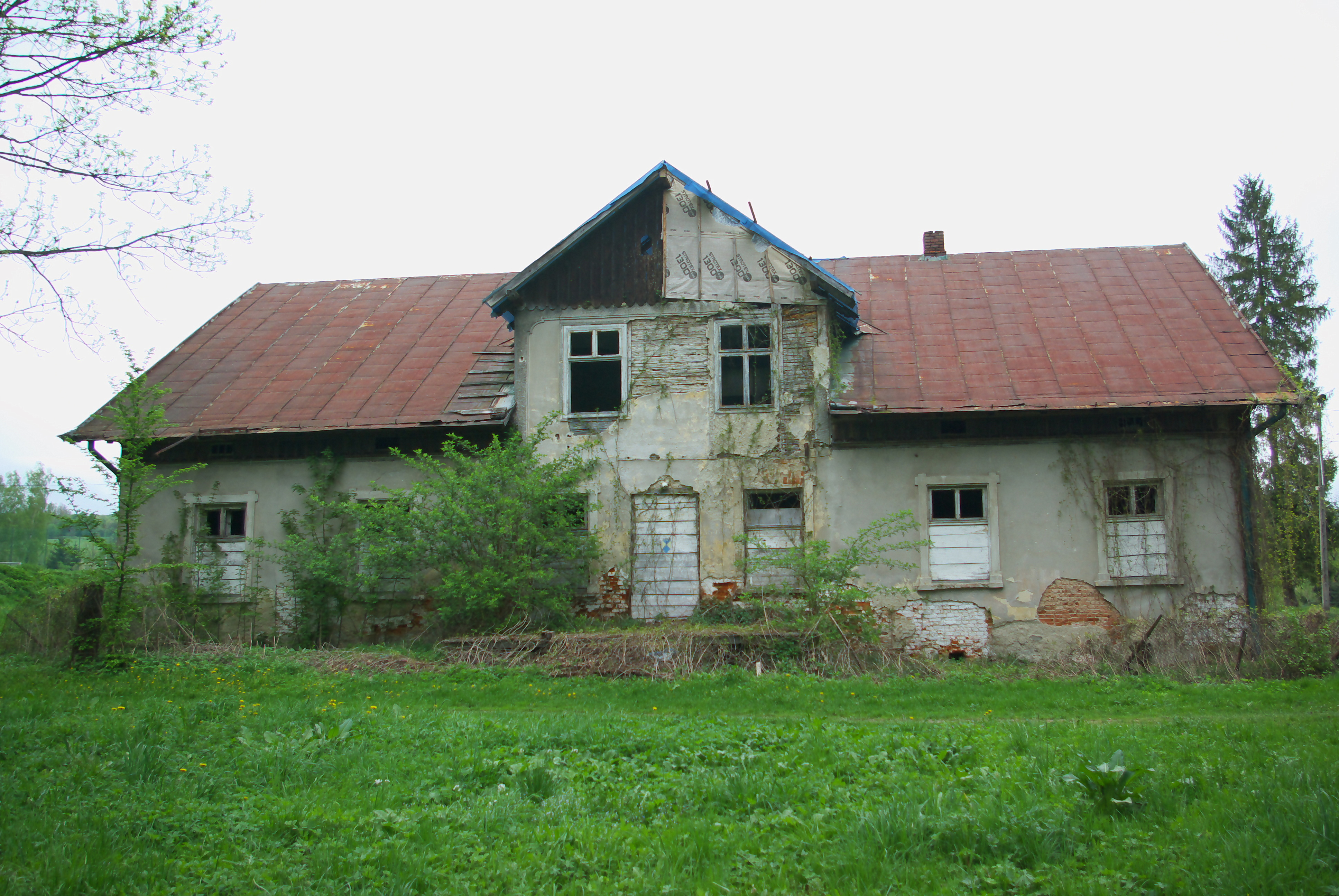
Budynek dworski w Falejówce

## Życiorys
Urodziła się 12 listopada 1880 w Nowosielcach-Gniewosz jako Aleksandra Gniewosz. Wywodziła się z rodu Gniewoszów herbu Rawicz, była wnuczką Wiktora (1792-1840, właściciel dóbr Nowosielce i tamtejszego dworu, Gniewosz, Tokarnia, Karlików) i Łucji (córka Sebastiana Ostaszewskiego), córką Feliksa (1836-1907, właściciel dóbr ziemskich, powstaniec styczniowy, polityk) i Izydory pochodzącej także z rodziny Gniewoszów, a także bratanicą Edwarda (1822-1906, poseł na Sejm Krajowy i do Rady Państwa), Zygmunta (1827-1909, c. k. generał i szambelan cesarski), Władysława (1829-1901, c. k. pułkownik i szambelan cesarski).
W 1901 poślubiła Stefana Rozwadowskiego herbu Trąby (ur. 1873, syn Bolesława), porucznika armii austriackiej. W 1902 została damą Orderu Krzyża Gwiaździstego. Jej mąż zmarł 23 sierpnia 1903 w Zakopanem. Następnie zamieszkiwała w Sanoku. Tam 30 września 1905 wyszła powtórnie za mąż, poślubiając Stefana Liberata Antoniego Janowskiego herbu Strzemię (ur. 1871, syna Zygmunta, właściciela podsanockiej Falejówki). Świadkami na ich ślubie byli Kazimierz Jachimowski i Stanisław Leszczyński. Według stanu z 1905 jej mąż był spadkobiercą dóbr w Falejówce. Zmarł on 17 lutego 1906 w wyniku zaczadzenia w Płonnej, gdzie przebywał w związku z pogrzebem Włodzimierza Truskolaskiego (śmierć tamże wtedy poniósł także ich świadek ślubny i zarazem szwagier Stanisław Leszczyński, syn Emila i Marii). Według stanu z lat 1914 i 1918 jako właścicielka dóbr tabularnych w Falejówce (w tym tamtejszego dworu) figurowała Olga Janowska.